# Pomona Corona
La Pomona Corona è una struttura geologica della superficie di Venere.